# Malaccamax

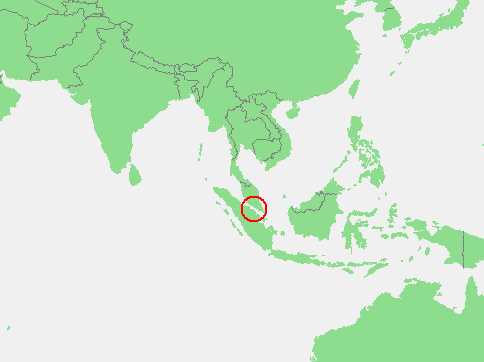
Ubicación del estrecho de Malaca en el sureste asiático.

Malaccamax es un término de arquitectura naval que define a los buques que cumplen las dimensiones para transitar por el estrecho de Malaca, que cuenta con una profundidad máxima de 25 metros. La designación se utiliza casi en exclusiva para buques que transportan grandes cargas, en especial graneleros y grandes petroleros que transportan el crudo desde Arabia y el golfo Pérsico hacia China.
Existen términos similares como Panamax, Suezmax y Seawaymax para los grandes buques que son capaces de navegar por el canal de Panamá, el canal de Suez y la vía marítima del San Lorenzo respectivamente. Para petroleros también existe el término Aframax que hace referencia al peso muerto que pueden transportar —entre 80 000 y 120 000 toneladas.